# دانشگاه علوم پزشکی آبادان
دانشگاه علوم پزشکی آبادان دانشگاهی وابسته به وزارت بهداشت، درمان و آموزش پزشکی واقع در شهر آبادان می‌باشد. این دانشگاه در سال ۱۳۹۰ به عنوان دانشکده با ارتقا دانشگاه پرستاری آبادان که در سال ۱۳۵۳ رسماً کار خود را آغاز کرده بود، تأسیس شد و مسئول ارائه خدمات بهداشتی درمانی به جمعیتی بیش‌از ۶۰۰ هزار نفر در شهرستان‌های آبادان، خرمشهر و شادگان در جنوب استان خوزستان است. ارتقای دانشکده به دانشگاه نیز در سال ۱۴۰۰ رخ داد.

## تاریخچه
در سال ۱۳۲۰ برای اولین بار در کشور، آموزشگاه پرستاری در آبادان تأسیس شد. آغاز کار این دانشگاه به سال ۱۳۴۸ برمیگردد که با عنوان «آموزشکده بهیاری» به تربیت کادر درمان پرداخت و از سال ۱۳۵۳ پذیرش دانشجو از طریق کنکور سراسری در دو رشته پرستاری و مامایی آغاز شد. با شروع جنگ تحمیلی در سال ۱۳۵۹ فعالیت دانشگاه متوقف شد و به ناچار دانشجویان به دانشگاه‌های شیراز و اصفهان منتقل شدند. این دانشگاه در سال ۱۳۷۱ دوباره شروع به‌کار کرد و در سال ۱۳۹۰ واحد پرستاری مامایی آبادان به دانشگاه علوم پزشکی آبادان ارتقاء یافت و در سال ۱۳۹۱ با استقلال کامل و تأسیس دانشگاه علوم پزشکی آبادان موافقت شد. این دانشکده در ۳ خرداد ۱۴۰۰ به دانشگاه ارتقا یافت.

## دانشکده‌ها
- دانشکده پزشکی
- دانشکده پرستاری